# Big Little Lies
Big Little Lies és una sèrie de televisió estatunidenca creada i escrita per David E. Kelley, basada en la novel·la del mateix nom de l'escriptora australiana Liane Moriarty amb la direcció de Jean-Marc Vallée, es va estrenar el 19 de febrer de 2017 a HBO. Protagonitzada per Reese Witherspoon, Nicole Kidman, Laura Dern, Shailene Woodley, Zoë Kravitz i Meryl Streep qui es va incorporar al repartiment en la segona temporada. Ha estat guanyadora de quatre Globus d'Or, destacant el de millor Minisèrie. En els Premis Emmy va rebre setze nominacions i en va guanyar vuit, incloent el de Millor Sèrie Curta, millors actrius per Nicole Kidman i Laura Dern, actor secundari per Alexander Skarsgård, així com el premi a la Direcció per sèrie curta que s'emportà Jean-Marc Vallée.

## Sinopsi
Jane Chapman es trasllada a viure a Monterey amb el seu fill Ziggy. Es farà amiga de la Madeline, una mare amb vida aparentment perfecta, qui alhora li presenta la Celeste, formant un grup d'amigues. Però a l'escola on van els seus fills es produeix un incident, quan en Ziggy és acusat d'assetjar l'Amabella, filla de la Renata, una de les mares més influents del centre educatiu. Aquest incident sacseja la vida quotidiana de la petita ciutat, fins que es produeix una mort violenta en el decurs d'una festa benèfica organitzada pel col·legi.

## Repartiment

### Personatges principals
- Reese Witherspoon: Madeline Martha Mackenzie
- Nicole Kidman: Celeste Wright
- Shailene Woodley: Jane Chapman
- Laura Dern: Renata Klein
- Zoë Kravitz: Bonnie Carlson, esposa actual d'en Nathan
- Alexander Skarsgård: Perry Wright, marit de la Celeste
- Adam Scott: Ed Mackenzie, marit de la Madeline
- Jeffrey Nordling: Gordon Klein, marit de la Renata
- James Tupper: Nathan Carlson, ex-marit de la Madeline
- Meryl Streep: Mary Louise Wright, sogra de Celeste (2ª Temporada)

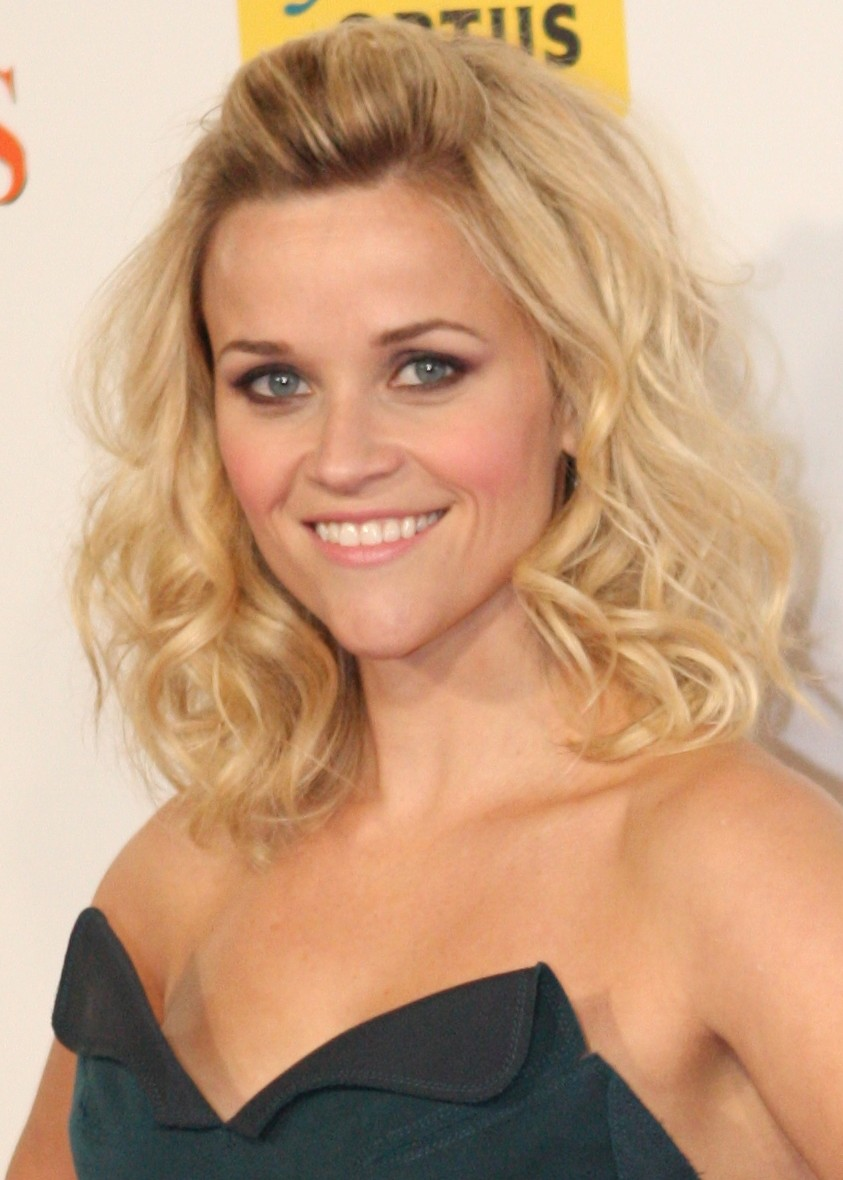
Reese Witherspoon
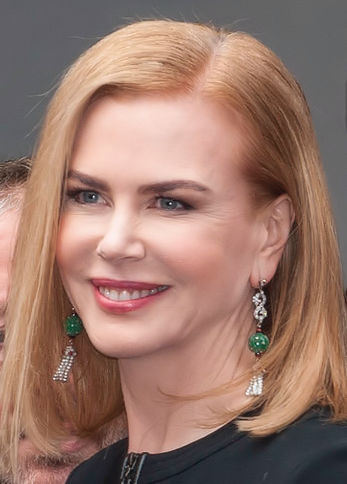
Nicole Kidman
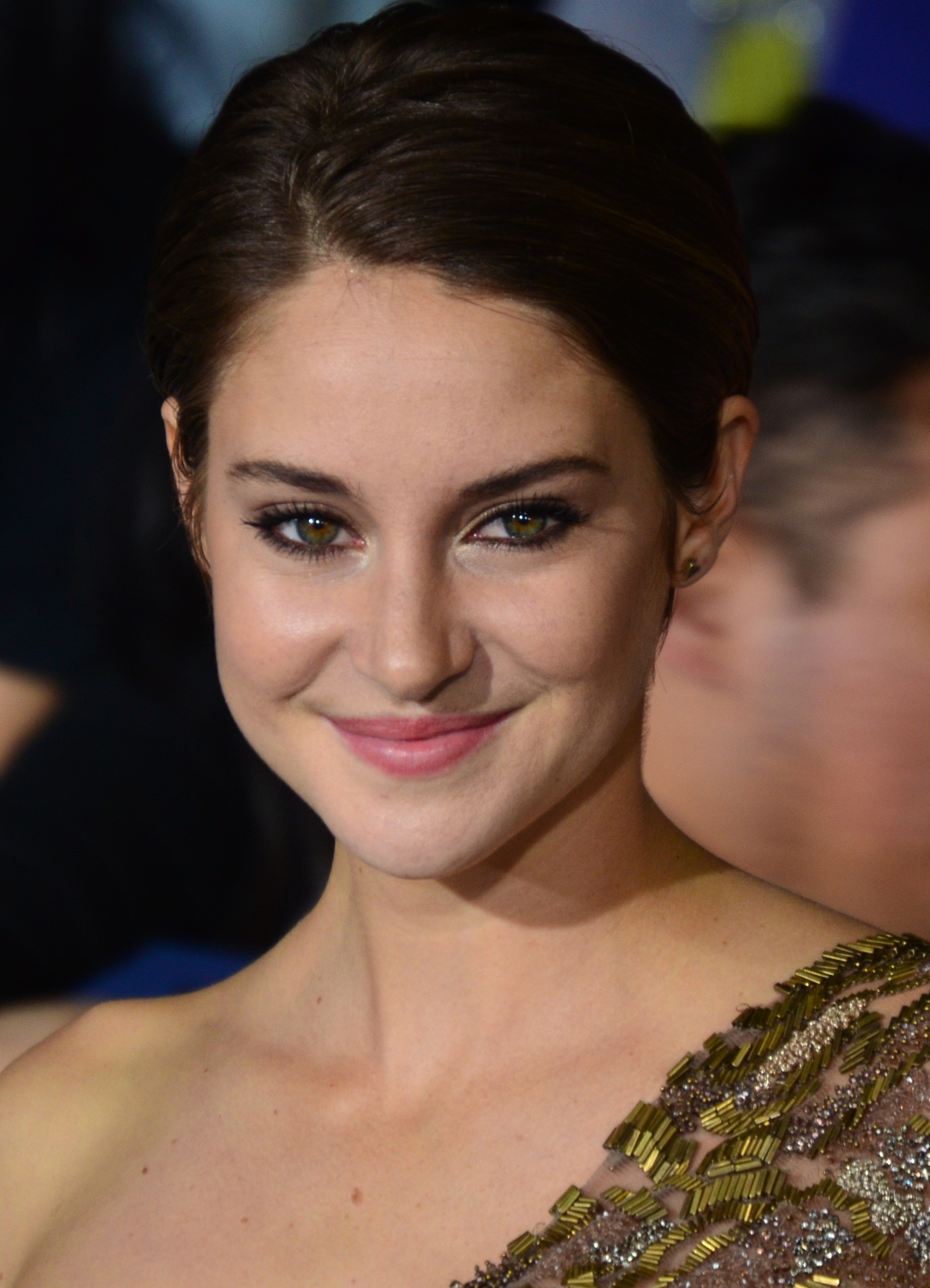
Shailene Woodley
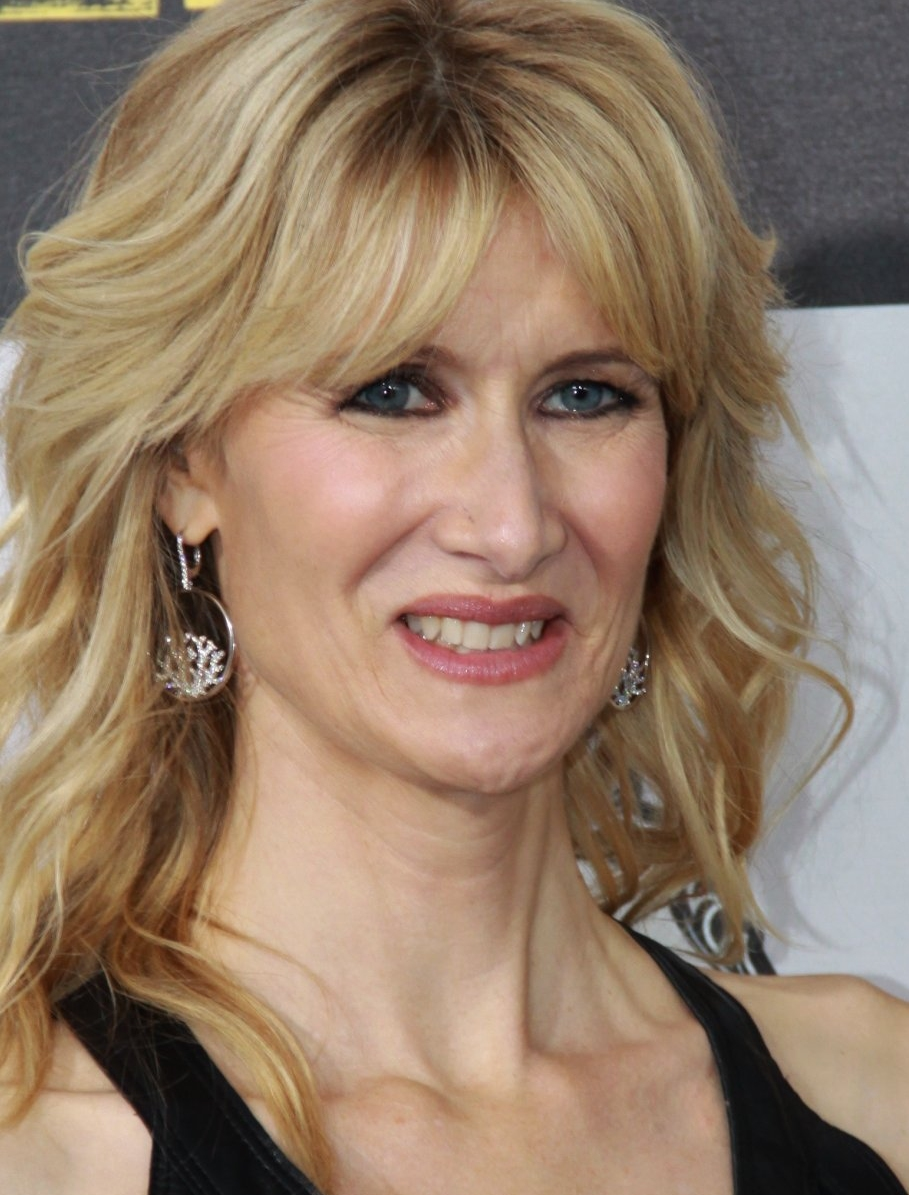
Laura Dern
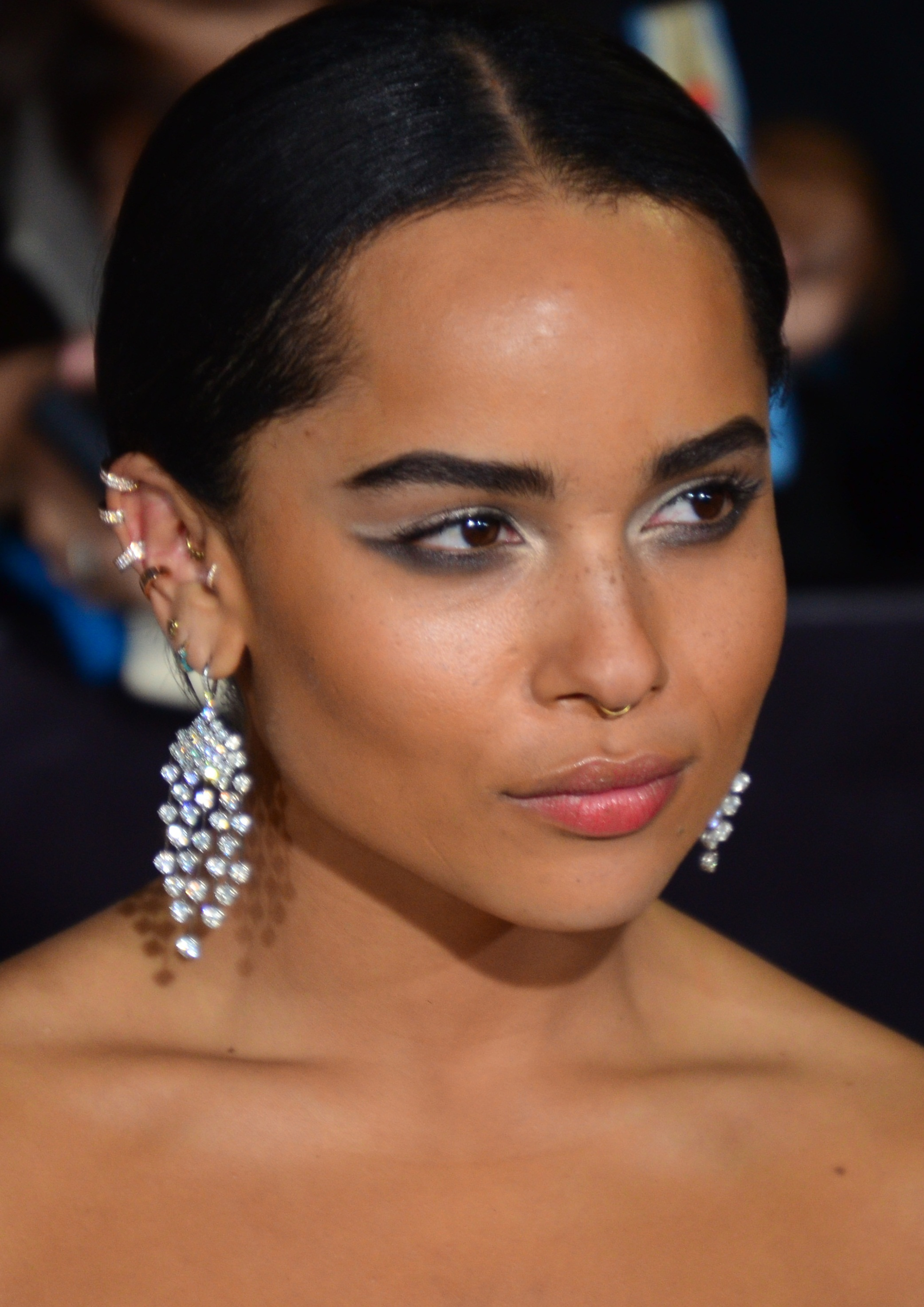
Zoë Kravitz
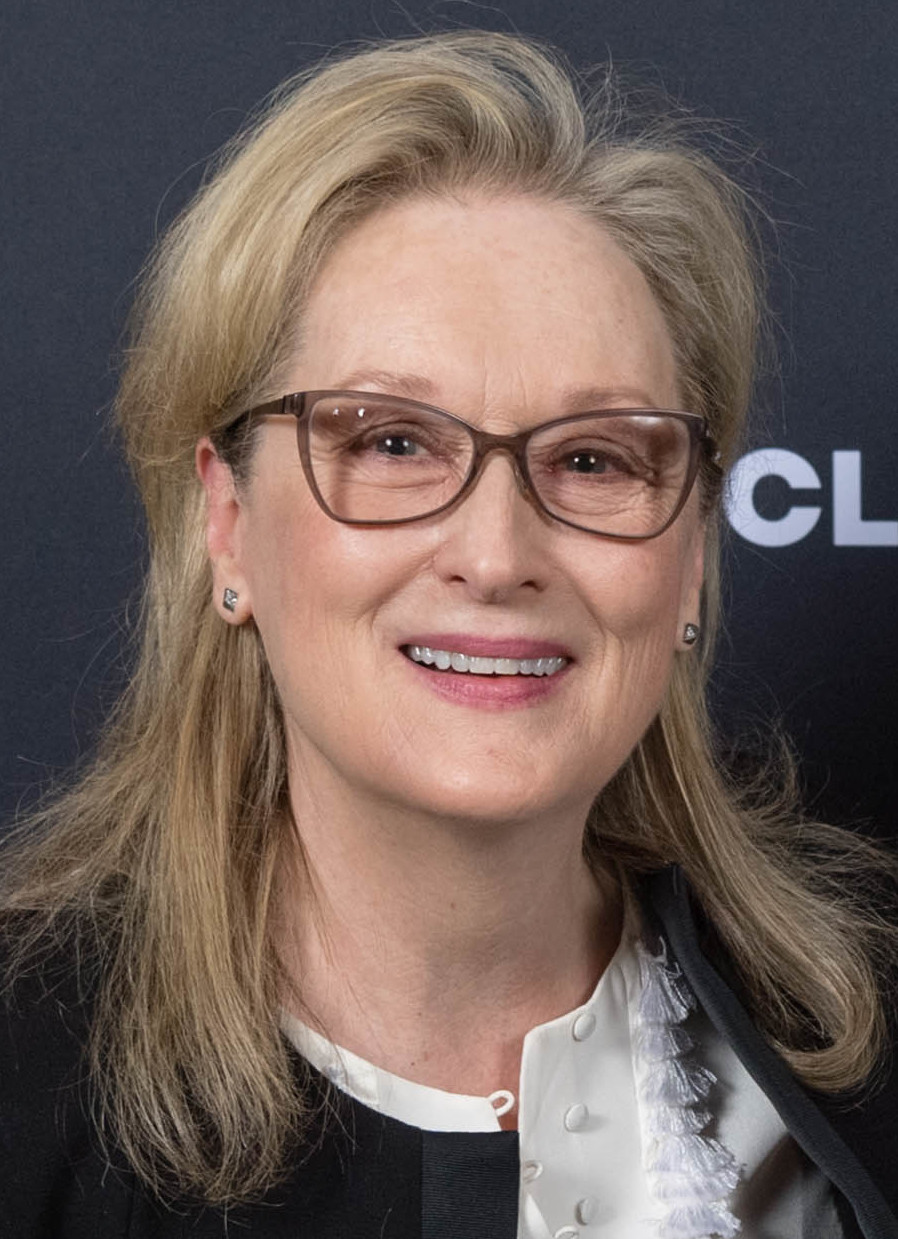
Meryl Streep
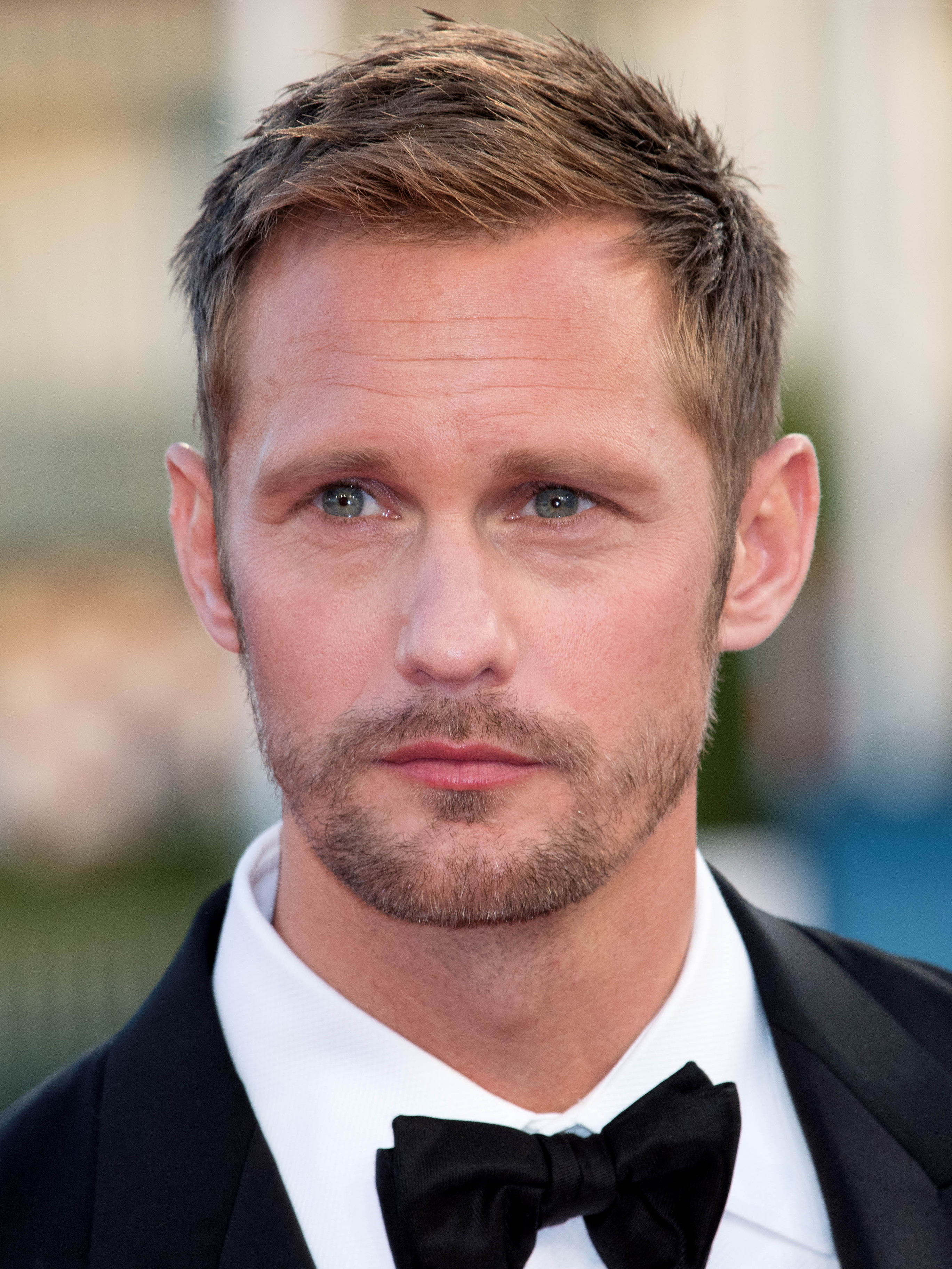
Alexander Skarsgård
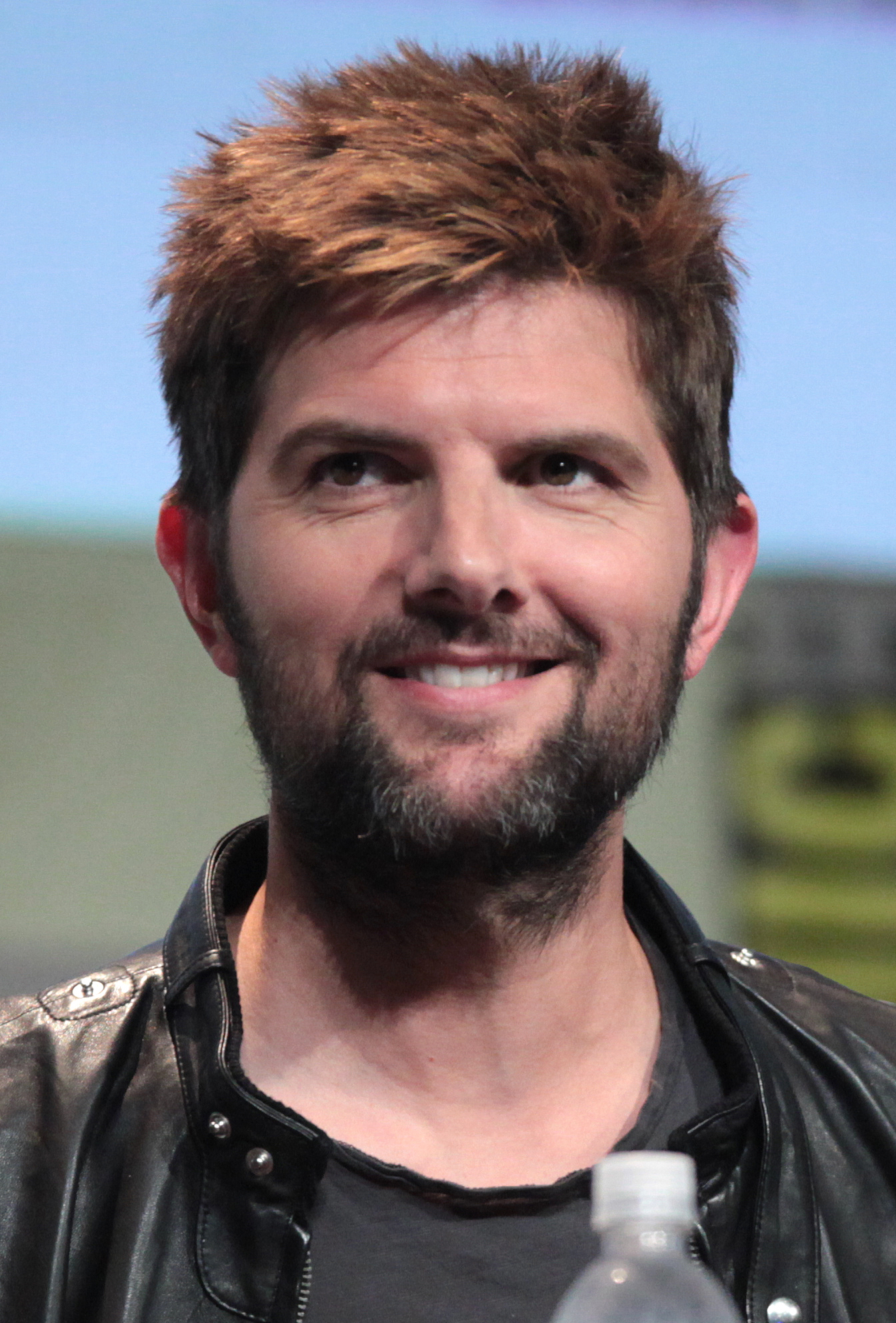
Adam Scott
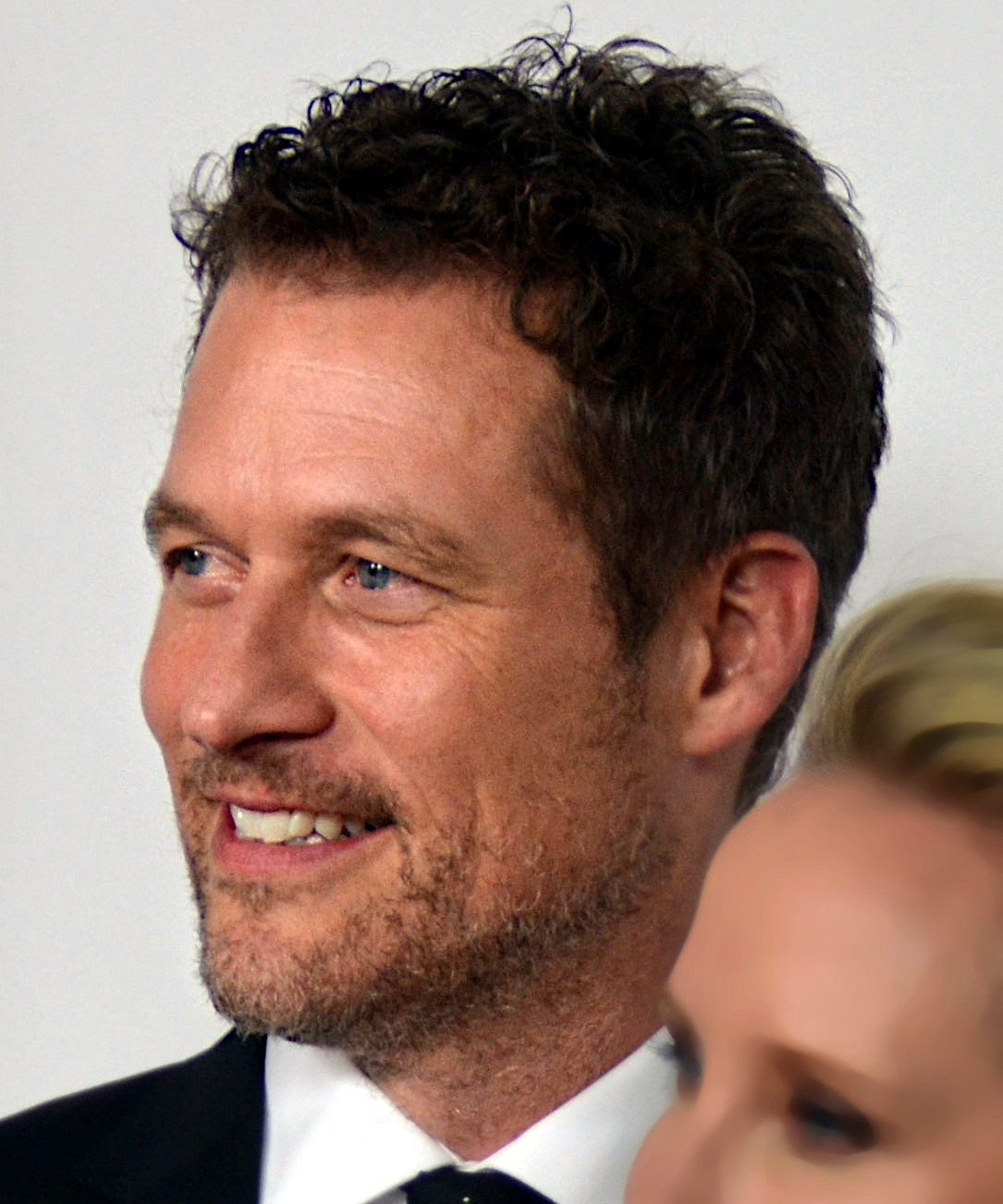
James Tupper

### Personatges Secundaris
- Iain Armitage: Ziggy Chapman
- Ivy George: Amabella Klein
- Kathryn Newton: Abigail Carlson
- Chloe Coleman: Skye Carlson
- Santiago Cabrera: Joseph Bachman
- Kelen Coleman: Harper Stimson
- Kathreen Khavari: Samantha
- David Monahan: Bernard
- Sarah Baker: Thea Cunningham
- Sarah Burns: Gabrielle
- P. J. Byrne: Principal Nippal
- Hong Chau: Jackie

## Capítols

### Temporada 1 (2017)
| Episodi | Títol                 | Director         | Guionista      | Data d'estrena        |
| 1       | Somebody's Dead       | Jean-Marc Vallée | David E.Kelley | 19 de febrer del 2017 |
| 2       | Serious Mothering     | Jean-Marc Vallée | David E.Kelley | 26 de febrer del 2017 |
| 3       | Living the Dream      | Jean-Marc Vallée | David E.Kelley | 5 de març del 2017    |
| 4       | Push Comes to Shove   | Jean-Marc Vallée | David E.Kelley | 12 de març del 2017   |
| 5       | Once Bitten           | Jean-Marc Vallée | David E.Kelley | 19 de març del 2017   |
| 6       | Burning Love          | Jean-Marc Vallée | David E.Kelley | 26 de març del 2017   |
| 7       | You Get What You Need | Jean-Marc Vallée | David E.Kelley | 2 d'abril del 2017    |

### Temporada 2 (2019)
| Episodi | Títol                  | Director      | Guionista      | Data d'estrena        |
| 1       | "What Have They Done?" | Andrea Arnold | David E.Kelley | 9 de juny del 2019    |
| 2       | "Tell-Tale Hearts"     | Andrea Arnold | David E.Kelley | 16 de juny del 2019   |
| 3       | "The End of the World" | Andrea Arnold | David E.Kelley | 23 de juny del 2019   |
| 4       | "She Knows"            | Andrea Arnold | David E.Kelley | 30 de juny del 2019   |
| 5       | "Kill Me"              | Andrea Arnold | David E.Kelley | 7 de juliol del 2019  |
| 6       | "The Bad Mother"       | Andrea Arnold | David E.Kelley | 14 de juliol del 2019 |
| 7       | "I Want to Know"       | Andrea Arnold | David E.Kelley | 21 de juliol de 2019  |

## Al voltant de la sèrie
Big Little Lies es va preveure inicialment com una minisèrie desenvolupada en set episodis d'una hora de durada que adaptaven íntegrament l'argument de la novel·la de Liane Moriarty. L'èxit de crítica i de públic va fer que se li donés continuïtat. La segona temporada es va estrenar el juny del 2019 i també es desenvolupa en set capítols, amb la incorporació de nous personatges com Meryl Streep que encarna el paper de Mary Louise Wright, sogra de la Celeste (Nicole Kidman).
David E.Kelley, el creador de la sèrie és conegut també per altres produccions com Ally McBeal, Boston Legal i L.A.Law.
La direcció dels episodis de la primera temporada ha anat a càrrec del quebequès Jean-Marc Vallée, qui també ha dirigit la minisèrie Sharp Objects (2018, també estrenada a HBO.
La trama està ambientada a Monterey, a la costa pacífica del centre de Califòrnia. De fet, molts interiors i alguns exteriors com l'escola i el centre de ioga estan rodats a Los Angeles.
La cançó inicial és Cold little heart de Michael Kiwanuka.

### Crítiques
La primera temporada de Big Little Lies va rebre valoracions positives dels crítics amb un 93% d'aprovació a l'agregador Rotten Tomatoes, reconeguda pel repartiment de primera qualitat i considerada com altament addictiva. A un 94% de l'audiència els va agradar. A Metacritic obté una puntuació de 75 sobre 100 basada en l'opinió de 42 crítics i un 8,2 segons l'opinió dels usuaris.

### Premis
- Premis Emmy
  - Millor minisèrie TV
  - Millor direcció per un film, minisèrie o dramàtic especial per Jean-Marc Vallée
  - Millor actriu protagonista en una minisèrie o telefilm per Nicole Kidman
  - Millor actriu secundària en una minisèrie o telefilm per Laura Dern
  - Millor actor secundari en una minisèrie o telefilm per Alexander Skarsgård
  - Millor càsting en una minisèrie o telefilm per David Rubin, HBO
  - Millor vestuari contemporani en una minisèrie o telefilm per Alix Friedberg, Risa Garcia i Patricia McLaughlin en l'episodi "You Get What You Need"
  - Millor Supervisió musical per Susan Jacobs en l'episodi "You Get What You Need"

- Premis Globus d'Or
  - Millor minisèrie TV o telefilm
  - Millor Actriu en minisèrie TV o telefilm per Nicole Kidman i Reese Witherspoon
  - Millor Actor secundari en minisèrie TV o telefilm per Alexander Skarsgård
  - Millor actriu secundària en una minisèrie o telefilm per Laura Dern